# Ammocharis coranica
Ammocharis coranica är en amaryllisväxtart som först beskrevs av Ker Gawl., och fick sitt nu gällande namn av Herb.. Ammocharis coranica ingår i släktet Ammocharis och familjen amaryllisväxter. Inga underarter finns listade i Catalogue of Life.